# Bilan trimestriel
Pour plus de détails, voir Fiche technique et Distribution.
Bilan trimestriel (Bilans kwartalny) est un film polonais réalisé par Krzysztof Zanussi, sorti en 1975.

## Fiche technique
- Titre original : Bilans kwartalny
- Titre français : Bilan trimestriel
- Réalisation et scénario : Krzysztof Zanussi
- Photographie : Sławomir Idziak
- Musique : Wojciech Kilar
- Pays d'origine : Pologne
- Format : Couleurs - Mono
- Genre : drame
- Date de sortie : 1975

## Distribution
- Maja Komorowska : Marta
- Piotr Fronczewski : Jan
- Marek Piwowski : Jacek
- Zofia Mrozowska : matka Janka
- Halina Mikolajska : Roza
- Mariusz Dmochowski : Dyrektor zakladu
- Barbara Wrzesinska : Ewa
- Chip Taylor : James
- Lucyna Winnicka (non crédité)